# BR-Klasse 45
Die Klasse 45 von British Rail (BR), ursprünglich Klasse D25/1 und von 1962 bis 1973 Klasse 25/1, auch unter dem Namen Peak bekannt, ist eine Baureihe dieselelektrischer Lokomotiven für den schweren Schnellzugdienst, die von 1960 bis 1962 bei den Derby Works und Crewe Works der British Railways in England gebaut wurde. Die Klasse D25/1 ist eine Weiterentwicklung der ab 1959 gebauten Klasse D23/1 und wurde wie diese als Sulzer Type 4 klassifiziert, wobei Sulzer der Motorenhersteller ist und die Bezeichnung Type 4 den Leistungsbereich zwischen 2000 hp und 2999 hp kennzeichnet.

## Geschichte
Seit den 1940er Jahren arbeiteten die British Railways zusammen mit verschiedenen britischen Lokomotivfabriken an der Entwicklung von Großdiesellokomotiven, um auch im schweren Schnellzugdienst die bis dahin noch unverzichtbaren Dampflokomotiven möglichst schnell abzulösen.
Auf zahlreiche Versuchslokomotiven folgte im Jahr 1958 die Class 40 von English Electric, die in enger Anlehnung an die Class D16/2 mit 200 Exemplaren als erste britische Diesellokomotivbaureihe für den Schnellzugverkehr in großer Stückzahl gebaut wurde. Nur ein Jahr später folgte die Einführung der bei den Derby Works entwickelten Class 44, von der allerdings nur 10 Maschinen entstanden. Mit einigen technischen Verbesserungen, jedoch grundsätzlich der gleichen Konstruktion, ging dann 1960 die Class 45 in die Produktion, die bis 1962 von den Derby Works und Crewe Works in 127 Exemplaren an die British Railways ausgeliefert wurde. Ursprünglich waren 137 Loks dieser Baureihe bestellt, die letzten zehn wurden aber bereits durch den Bau der weiter verbesserten Class 46 ersetzt.
Die Class 44 waren wegen ihrer Benennung nach bekannten britischen Bergen unter dem Spitznamen „Peak“ bekannt geworden, welcher aufgrund der sehr ähnlichen Konstruktion für die Klassen 45 und 46 einfach übernommen wurde, obwohl diese Namen aus Marine und Militär trugen.
Viele Jahre lang bewältigten die leistungsstarken Diesellokomotiven der Class 45 zusammen mit den der Class 46 die Hauptlast im Schnellzugverkehr auf der Midland Main Line.
Ab 1972 wurde bei 50 Loks der Class 45/0 die Dampfheizanlage aus- und stattdessen eine elektrische Zugheizung eingebaut, um neu angeschaffte Schnellzugwagen im Winter beheizen zu können. Mit dem Umbau wurden diese Lokomotiven in Class 45/1 umbenannt, um die Unterscheidung zur Klasse 45/0 mit Dampfheizung zu erleichtern.
Im Jahr 1974 erhielten die Lokomotiven eine computergerechte Nummer zur Aufnahme in das Fahrzeugverwaltungssystem TOPS der British Rail. Auf die Baureihennummer 45 folgte die dreistellige Ordnungsnummer, die ohne Bezug zur ursprünglichen Nummer vergeben wurde. Dabei wurde zum Beispiel die D78 zur 45 150, die D79 zur 45 005 und die D80 zur 45 113. Zufällig bekam die D106 die Nummer 45 106, welche aber auch nicht mit einer systematischen Nummerierung zusammenhing.
Erst mit der Einführung der High Speed Trains in Großbritannien in den 1970er Jahren begann das Einsatzgebiet der Class 45 zu schrumpfen. Dabei waren die Maschinen der Unterbaureihe 45/1 mit elektrischer Zugheizung noch einige Jahre im Schnellzugdienst anzutreffen, während die Class 45/0 schon ab der Mitte der 1970er Jahre hauptsächlich im Post- und Güterzugdienst ihre letzten Einsatzjahre verbrachten, da die Wagen mit Dampfheizung bereits weitgehend ausgemustert waren. Einige Loks waren bis zu ihrer Ausmusterung zudem noch vor Sonderzügen im Einsatz, für die von Eisenbahnfreunden extra Class 45 als Zugloks gebucht wurden. Da die British Rail beide Varianten der Baureihe weder im Personen-, noch im Güterzugeinsatz weiterhin benötigte, wurden diese von 1980 bis 1989 ausgemustert und bis 1994 größtenteils verschrottet. Zur Zeit der Ausmusterung der Class 45 bei der British Rail war die Museumsbahnbewegung bereits in vollem Gange, sodass bis heute elf Exemplare in Eisenbahnmuseen für die Nachwelt erhalten blieben (davon derzeit vier betriebsfähig): 45 041, 060, 105, 108, 112, 118, 125, 132, 133, 135 und 149. 45 015, die 1986 ausgemustert wurde und dann als Ersatzteilspender diente, sollte ursprünglich auch wieder aufgearbeitet werden. Da ihr aber bereits viele Bauteile für die Erhaltung anderer Class 45 entnommen worden waren, fand sich kein Käufer, sodass die Lokomotive im November 2021 verschrottet werden musste.

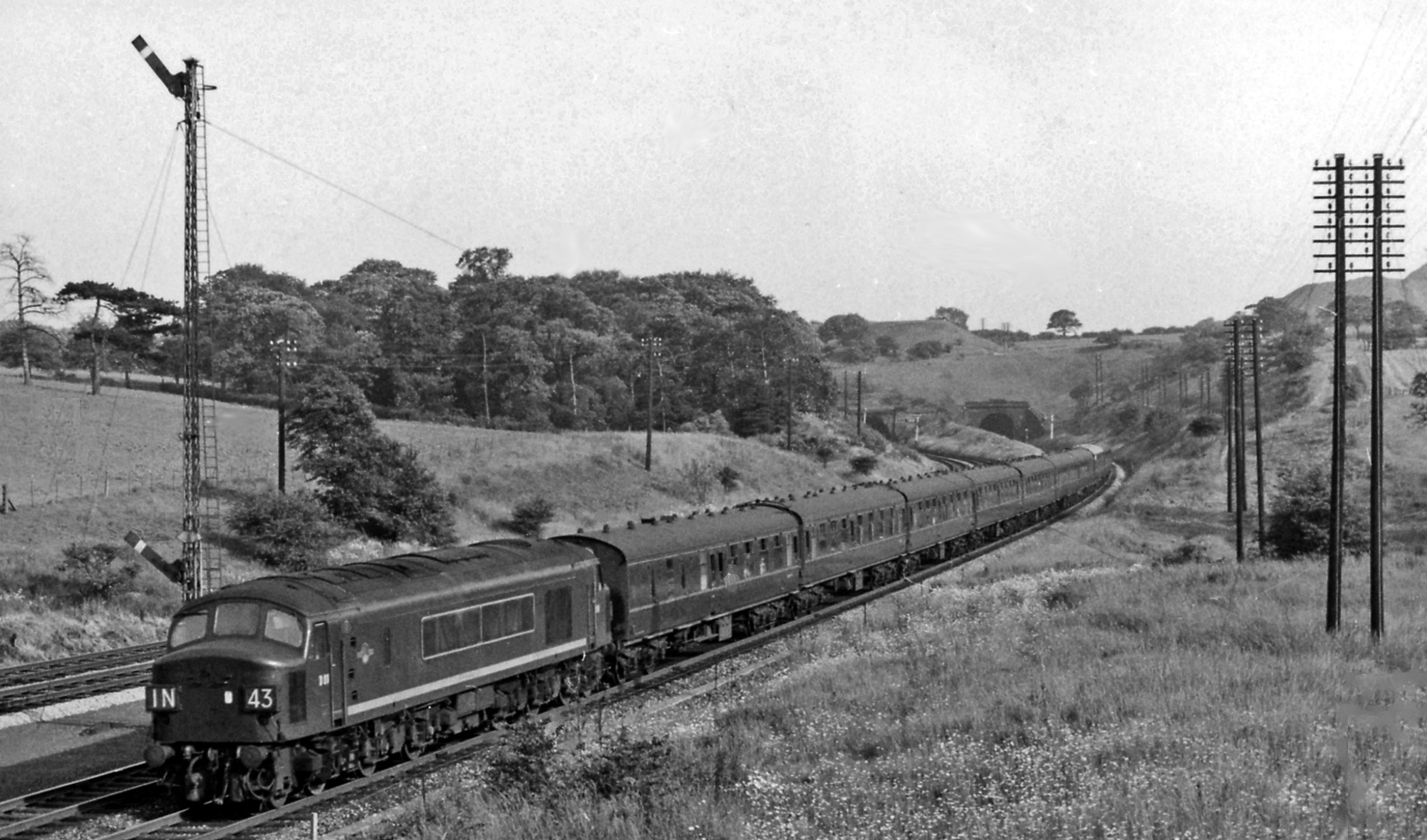
D81 mit Reisezug nahe Alfreton (Juni 1961)
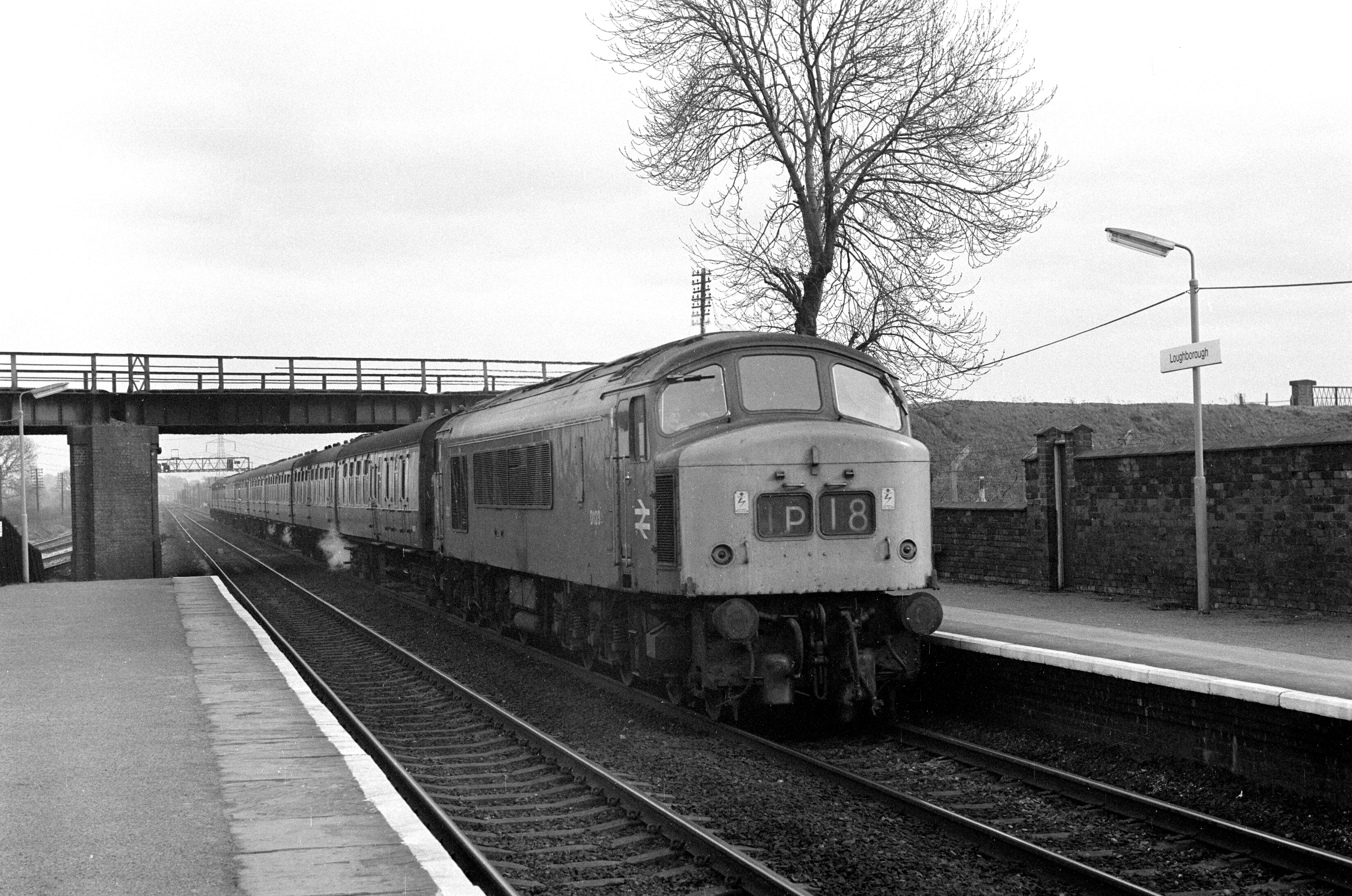
D123 mit Reisezug in Loughborough (März 1973)
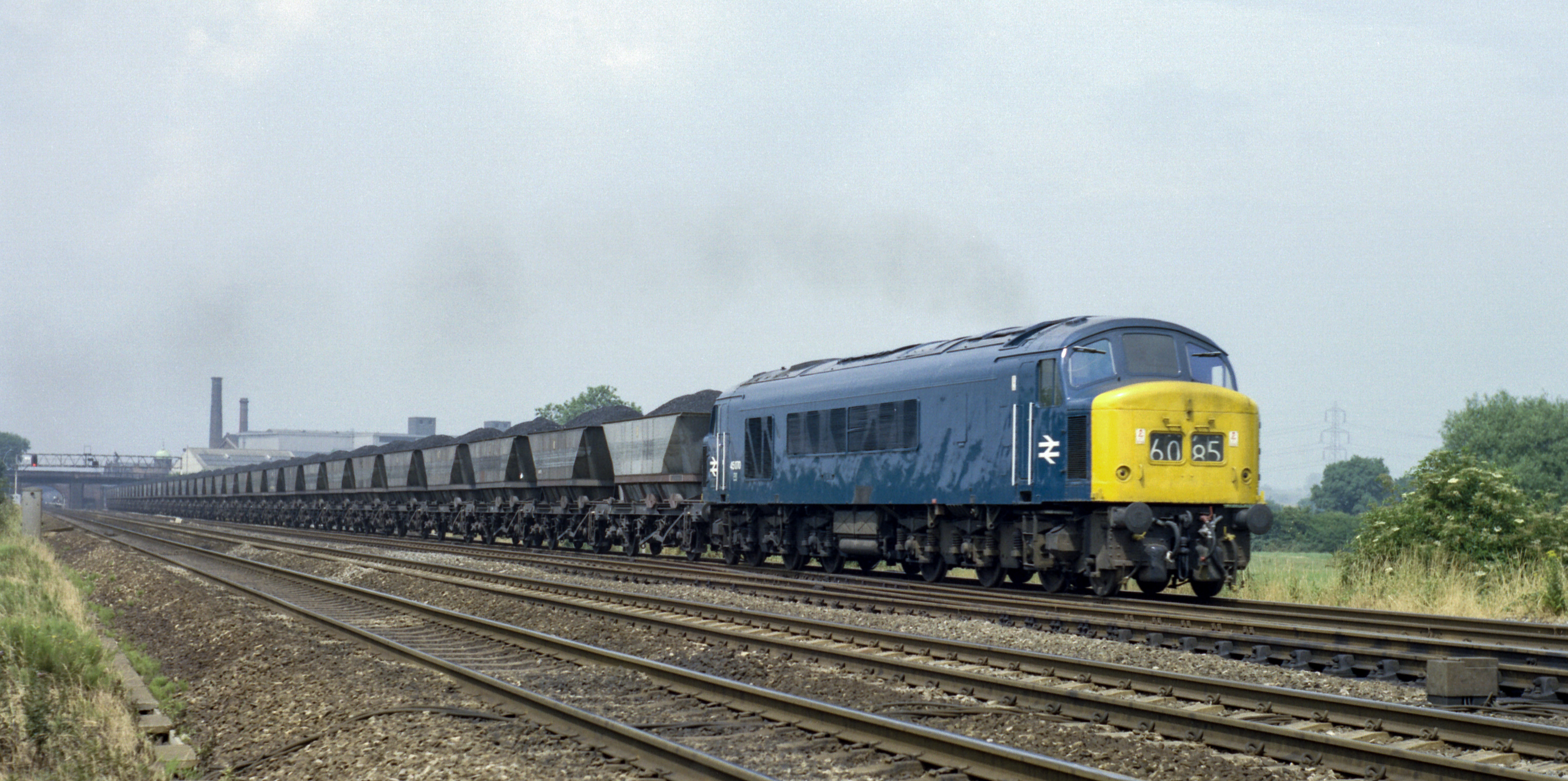
45070 (D122) mit Kohlezug nahe Loughborough (Juli 1975)
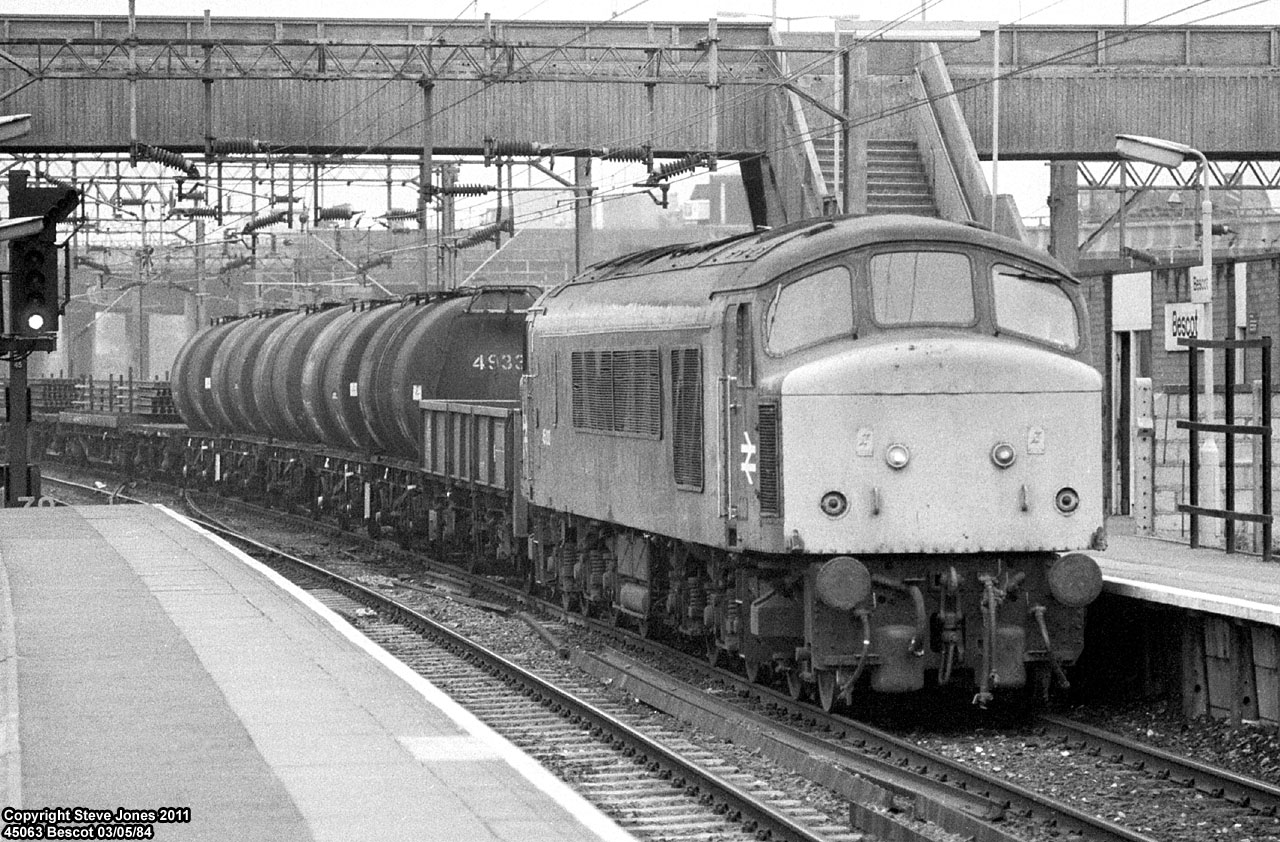
45063 (D104) mit Güterzug in Bescot (Mai 1984)
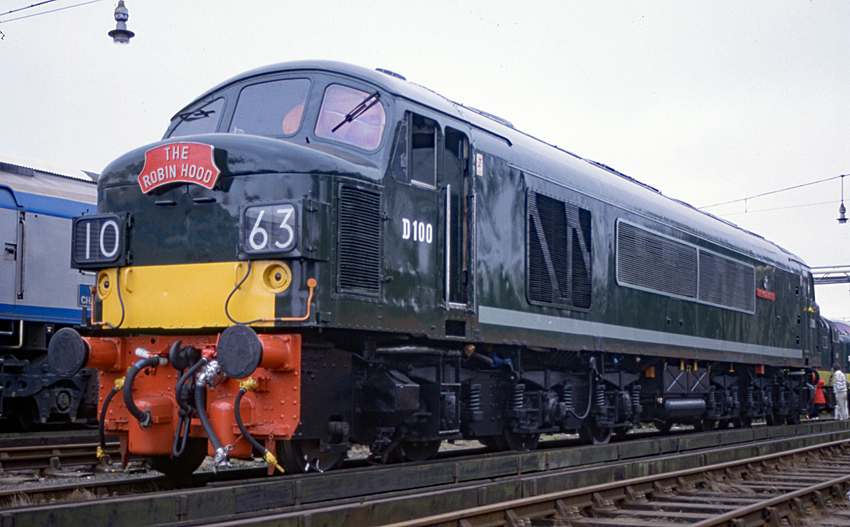
D100 in Bournemouth (September 1992)

## Konstruktion

### Lokomotivkasten
Die Lokomotiven besaßen einen aus Stahlprofilen und -blechen zusammengeschweißten Hauptrahmen. An dessen Stirnseiten war jeweils ein kleiner nicht tragender Rahmen für den Vorbau (die „Frontnase“) angesetzt, welcher für die Baureihenfamilie mit den Klassen 40, 44, 45 und 46 charakteristisch war. In diesem befanden sich jeweils ein großer Fahrmotorlüfter zur Kühlung der drei Elektromotoren des jeweiligen Drehgestells sowie ein Druckluft- und ein Vakuumbehälter der zwei getrennten Bremsanlagen.
Die Class 44 besaßen noch Zugidentifikationsscheiben und jeweils eine Übergangstür an den Frontnasen. Mit der Einführung eines neuen Zugidentifikationssystems (zur Kennzeichnung der Zuggattung, wie z. B. Personenschnellzug, Güterzug oder Lokomotive ohne Zug) erhielt die erste Bauserie der Class 45 (D11–15) zwei voneinander getrennte, außenliegende Anzeigekästen. Zwischen diesen blieb die Übergangstür für den Einsatz in Doppeltraktion erhalten (siehe untenstehende Fotogalerie: Lok D15 in den 1960er Jahren). Da es allerdings nur selten vorkam, dass ein Zug so schwer war, dass er zwei der leistungsstarken Diesellokomotiven in Doppeltraktion erforderte, wurden die nächsten beiden Bauserien (D16–30 und D68–107) ohne Fronttüren, aber noch immer mit außenliegenden, seitlichen Anzeigekästen ausgeliefert. Bei den letzten beiden Bauserien (D31–67 und D108–137) waren die Anzeigekästen innenliegend ausgeführt und nebeneinander, jedoch noch immer getrennt, in der Mitte der Lokfront eingebaut. Bei größeren Instandsetzungsarbeiten in den Anfangsjahren, zum Beispiel nach Unfällen, wurden bei einigen Loks mit mittig angeordneten, getrennten Zugidentifikationsanzeigen die beiden Anzeigekästen zu einem zusammengelegt. Mit der Einstellung des Zugidentifikationssystems in den frühen 1970er Jahren wurden bei zahlreichen Lokomotiven die Anzeigen ausgebaut und durch zwei oder drei weiße Frontscheinwerfer in der Mitte der Lokfront ersetzt.
Die Außenwände und das Dach der Lokomotiven bestanden aus einem Stahlgerippe, welches mit glatten Außenblechen verkleidet war. Im Dach befanden sich sehr große, durch Blechdeckel verschlossene Luken, die nicht von Verstrebungen durchzogen waren, um bei umfangreichen Reparatur- und Wartungsarbeiten ganze Baugruppen per Kran aus dem Maschinenraum herausheben zu können.
Die Frontnasen hatten beidseits ein rechteckiges Lüftungsgitter, da der Fahrmotorlüfter seine Luft von innen ansaugte. Auch auf beiden Längsseiten des Maschinenraums befanden sich neben der Kühlanlage ein hohes und neben dem Dieselmotor zwei langgezogene Lüftungsgitter. Alle Lüftungsgitter besaßen schmale, waagerechte Lamellen, um ein einheitliches Aussehen und einen hohen Luftdurchfluss zu ermöglichen.

### Führerstand
Hinter dem Vorbau war an beiden Enden der Lokomotive ein Führerhaus angeordnet. Dieses besaß drei große, an die runde Abdeckung der Frontnase angepasste Frontfenster sowie beidseits ein Seitenfenster, welches von Hand geöffnet werden konnte. Der Führerstand war von beiden Längsseiten der Lokomotive über eine Tür erreichbar, die direkt hinter dem Seitenfenster eingebaut war. Der Dienstplatz des Lokführers befand sich, wie in Großbritannien üblich, auf der in Fahrtrichtung linken Seite des Führerstandes. Mittig gab es eine Tür, über die man nach vorn in die Frontnase gelangen konnte. Da der Fußboden im Führerraum deutlich höher lag, als in der Frontnase, war diese Tür so niedrig, dass sich ein Erwachsener bücken musste, um hindurch zu kommen (siehe untenstehende Fotogalerie: Lok D64 bei Zerlegung im Jahr 1983). Auf der rechten Führerstandseite gab es einen zweiten Sitz für mitfahrendes Personal. Mittig in der Rückwand der Führerkabine befand sich die Maschinenraumtür, welche den einzigen Eingang in den Maschinenraum darstellte.

### Maschinenraum
Der Maschinenraum besaß keine abgetrennten Bereiche und Zwischentüren, sondern war ein einziger großer Raum. Direkt hinter dem Führerstand 1 waren zwei stehende Dieselkraftstofftanks mit einem Fassungsvermögen von je 1.900 Litern links und rechts vom Gang untergebracht.
Dahinter befand sich die Kühlanlage mit einem einzigen großen Kühlerlüfter auf dem Dach.
Hinter der Kühlanlage, in der Mitte der Lokomotive, waren der Dieselmotor und der Hauptgenerator als eine schwere Antriebseinheit fest mit dem Hauptrahmen verschraubt. Der Dieselmotor war ein 12-Zylinder-Doppelbank-Reihenmotor des Typs Sulzer 12LDA28-B mit einer Leistung von über 2.500 PS, eine leistungsstärkere Weiterentwicklung des Sulzer 12LDA28-A der Class 44 mit 2.300 PS. Jeder der zwölf Zylinder hatte einen Innendurchmesser von 280 mm (daher die „28“ in der Typenbezeichnung) und einen Kolbenhub von 360 mm. Daraus ergab sich ein Hubraum von 22 Litern pro Zylinder und 266 Litern des gesamten Motors. Es handelte sich um einen langsam laufenden Schiffsmotor mit einer Höchstdrehzahl von 750 Umdrehungen pro Minute. Er arbeitete nach dem Viertaktprinzip und besaß einen Abgasturbolader. Im Gegensatz zum Vorgängermotor Sulzer 12LDA28-A, war ein Ladeluftkühler vorhanden, welcher den Wirkungsgrad verbesserte und für die höhere Leistung sorgte. Die beiden von jeweils sechs Zylindern angetriebenen Kurbelwellen drehten sich in entgegengesetzter Richtung zueinander und wurden über ein Zahnradgetriebe auf eine Welle zusammengeführt. Diese war mit dem Rotor eines Gleichstromgenerators des Typs Crompton Parkinson GC426-A1 verbunden, welcher den Strom für die Gleichstromfahrmotoren erzeugte.
Hinter der Antriebseinheit waren der Hauptschaltschrank, der Dampfheizgenerator und weitere Hilfsbetriebe angeordnet.
Am Ende des Maschinenraums, vor der Trennwand zum Führerstand 2, befanden sich zwei große Wassertanks für die Versorgung der Dampfheizanlage. Auch eine Toilette mit Wasserspülung war vorhanden. Diese befand sich in einer Nische neben dem Wassertank auf der Lokführerseite des zweiten Führerstandes, war allerdings nicht durch eine Trennwand vom Maschinenraum abgegrenzt.
Unter dem Hauptrahmen zwischen den Drehgestellen waren die Batteriekästen zum Starten des Dieselmotors sowie ein weiterer Wassertank für die Dampfheizanlage montiert.

### Fahrwerk

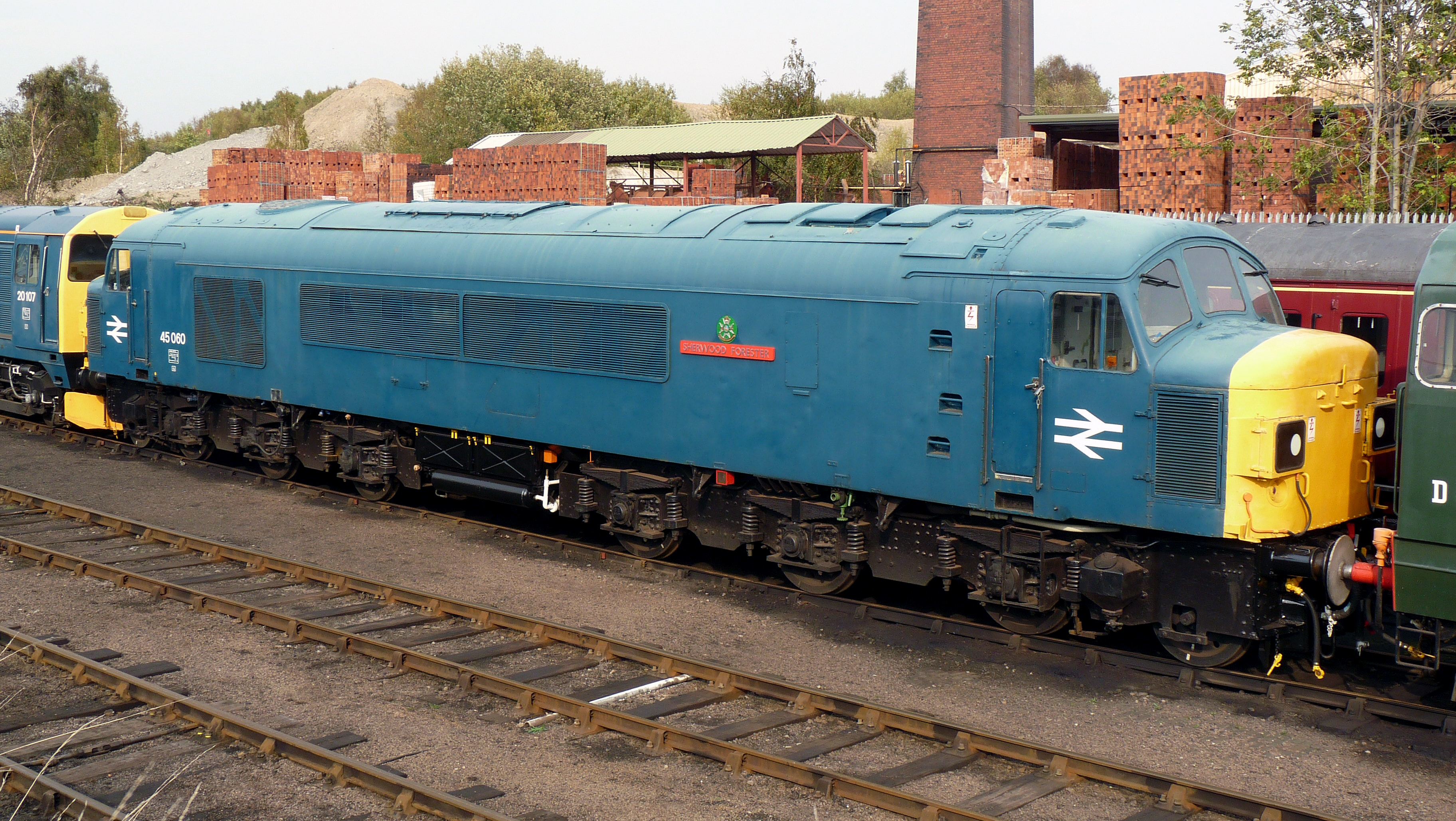
Seitenansicht der D100 (45 060) mit gut erkennbarem Lokkasten und Fahrwerk

Der stabile Hauptrahmen der Lokomotive lag auf zwei Drehgestellen auf, welche in ihrer gesamten Konstruktionsweise sehr ungewöhnlich waren. Der außenliegende Drehgestellrahmen bestand aus verschweißten und vernieteten Stahlblechen und schloss an der Vorderseite mit einer Frontplatte ab, welche das Fahrwerk schützte und zugleich als Pufferbohle diente. Die Aufnahmevorrichtung für die Schraubenkupplung befand sich hinter der Platte im Inneren des Drehgestells. Eine weitere Besonderheit der Drehgestelle war die Abstützung des Lokkastens. Aufgrund ihrer Länge wurde kein Drehzapfen in der Mitte verwendet. Stattdessen stützten Metallklötze am Drehgestellrahmen den Lokkasten beweglich in Gegenlagern ab. Diese Abstützpunkte waren weit von der Hauptablage im Drehzentrum entfernt, sodass die Drehgestelle zwar in Gleisbögen seitlich ausschwenken, jedoch kaum wippen konnten und sich hauptsächlich durch die Radsatzfederung an die Gleise anpassen mussten.
Jeder Radsatz wurde durch zwei Blattfedern gegen den Drehgestellrahmen abgefedert, welche dabei jeweils zwei Schraubenfedern zusammendrückten. Die doppelte Abfederung war notwendig, um bei den hohen Geschwindigkeiten von über 140 km/h ruhige Laufeigenschaften zu erreichen.
Um bei dem immensen Dienstgewicht der Class 45 von 138 Tonnen die Achslast zu senken, befand sich am jeweils äußeren Ende der Lokomotive im Drehgestell zusätzlich zu den drei Treibradsätzen ein seitlich verschiebbarer Laufradsatz. Das Gewicht von 69 Tonnen pro Drehgestell wurde so aufgeteilt, dass 12 Tonnen auf dem Laufradsatz und 57 Tonnen auf den drei Treibradsätzen abgestützt wurden. Daraus ergab sich pro Treibradsatz eine Achslast von 19 Tonnen, also eine Reibungsmasse der gesamten Lokomotive von 114 Tonnen, welche beim Anfahren die benötigte Haftreibung gewährleistete.
Die Treibradsätze wurden von jeweils einem Tatzlagerfahrmotor des Typs Crompton Parkinson C171-B1 angetrieben. Ein Teil dessen Gewichtes war zwar am Drehgestellrahmen gefedert aufgehängt, er erhöhte aber dennoch die ungefederte Masse der Achse auf den Schienen erheblich.

### Bremseinrichtung
Das Fahrzeug kann mit der Saugluftbremse, der indirekt wirkenden Druckluftbremse und einer Handbremse gebremst werden. Letztere wird von beiden Führerständen über ein Handrad bedient und wirkt auf jeweils ein Drehgestell. Allerdings war im Auslieferungszustand neben der Handbremse nur die Saugluftbremse (in Großbritannien übliches Zugbremssystem) vorhanden. In den späten 1960er Jahren erhielten die Lokomotiven daher zusätzlich zur bereits vorhandenen Saugluftbremse eine indirekt wirkende Druckluftbremse, um die Modernisierung vom Saugluft- auf das Druckluftbremssystem in Großbritannien voranzubringen, welche erst in den 1960er Jahren einsetzte.

### Doppeltraktionssteuerung
Da die British Railways bei der Bestellung der Lokomotiven davon ausgingen, diese müssten öfters in Doppeltraktion eingesetzt werden, da sie schwere Züge nicht gut allein befördern könnten, erhielten alle Class 45 eine Doppeltraktionssteuerung.
Diese war als elektropneumatische Steuerung ausgeführt, wobei die führende Lokomotive mit einem Steuerkabel elektrische Signale an die zweite Lokomotive übertrug. Diese lösten das Schalten von druckluftbetriebenen Steuerelementen aus, welche die wichtigsten Funktionen des Antriebssystems steuerten.
Allerdings kam die Doppeltraktionssteuerung deutlich seltener zum Einsatz, als anfangs vermutet, da die Dauerzugkraft der Lokomotiven von 180 Kilonewton ausreichte, um schwere Schnell- und Güterzüge auf den größtenteils ebenen Bahnstrecken Großbritanniens zu befördern.

## Sonstiges

### Probleme
In den ersten Betriebsjahren hatten die Class 45 den schlechten Ruf, sehr unzuverlässig zu sein. Beispielsweise waren nach dem strengen Winter 1962/63 nur noch weniger als die Hälfte aller Lokomotiven der Baureihe einsatzbereit.
Das Hauptproblem lag in den Drehgestellen und wurde von der Class 45 dementsprechend mit den Klassen 40 und 44 geteilt. Immer wieder gerieten die elektrischen Fahrmotoren in Brand. Zudem brachen wiederholt Teile der Drehgestellrahmen aufgrund ihrer enormen Länge mit einem Achsstand von über 6,5 Metern und der unzureichenden Verstärkung bei den hohen Belastungen. Auch die Dieselmotoren bereiteten einige Schwierigkeiten. In den Anfangsjahren kam es häufig zu Ausfällen, später traten durch Materialermüdung Risse im Motorblock auf.
Viele Jahre sollte es dauern, bis die Hauptfehlerquellen beseitigt waren.

### Erfolge
Trotz ihrer Fehleranfälligkeit konnten die Loks durch ihre Leistungsfähigkeit glänzen. Die Leistung von über 2.500 PS des Dieselmotors ermöglichte den Class 45, in der Ebene einen Personenzug, bestehend aus neun vierachsigen Reisezugwagen, mit einer dauerhaften Geschwindigkeit von über 90 km/h zu befördern. Die Schnellzugdampflokomotiven hatten bis dahin bei gleicher Wagenanzahl im Schnitt gerade einmal Geschwindigkeiten zwischen 40 und 50 km/h erreicht.
Auch die Zugkraft war bei einer für diese ungünstigen Getriebeübersetzung von 2,59 zu 1 zur Ermöglichung der hohen Geschwindigkeiten beträchtlich. Bei Tests zogen Loks Züge mit einer Gesamtmasse von über 1.500 Tonnen. Nun konnten schwere Reisezüge und mittelschwere Güterzüge auch ohne die Hilfe einer zweiten Lokomotive starke Steigungen überwinden, was viel Zeit ersparte.
Beim Einbau der elektrischen Zugheizanlage bei 50 Loks ab 1972 wurden die alten Motorblöcke durch die von den Derby Works neu entwickelten, deutlich stabileren ersetzt, wodurch die Fehleranfälligkeit stark zurückging.

### Farbgebung
Bei ihrer Auslieferung hatten alle Class 45 einen dunkelgrünen Lokkasten mit einem hellgrünen Zierstreifen an beiden Längsseiten, ein graues Dach, schwarze Drehgestelle und rote Frontplatten (Pufferbohlen). Schon bald wurde an beiden Stirnseiten der Loks in Höhe der Zugschlussleuchten ein intensiv gelber Warnbalken hinzugefügt, damit die Lokomotiven eher bemerkt werden konnten, wenn sie herannahten. Ab den späten 1960er Jahren erhielten die Class 45 das neu eingeführte Farbschema mit einem gräulich-dunkelblauen Lokkasten und Dach, gelben Frontnasenenden, schwarzen Drehgestellen und schwarzen, selten auch roten Frontplatten. Diese Farbgebung trugen sie bis zu ihrer Ausmusterung und auch heute noch sind die meisten Museumslokomotiven so anzutreffen.

## Fahrzeugliste
| Originalnummer | Computernummer | Indienststellung | Ausmusterung          | Verbleib                                                                                           |
| D11            | 45122          | 10 / 1960        | 04 / 1987             | zerlegt 02 / 1994                                                                                  |
| D12            | 45011          | 10 / 1960        | 05 / 1981             | zerlegt 09 / 1981                                                                                  |
| D13            | 45001          | 11 / 1960        | 01 / 1986             | zerlegt 11 / 1988                                                                                  |
| D14            | 45015          | 11 / 1960        | 03 / 1986             | zerlegt 11 / 2021                                                                                  |
| D15            | 45018          | 12 / 1960        | 12 / 1980             | zerlegt 10 / 1982                                                                                  |
| D16            | 45016          | 12 / 1960        | 11 / 1985             | zerlegt 12 / 1986                                                                                  |
| D17            | 45024          | 12 / 1960        | 12 / 1980             | zerlegt 08 / 1983 nach Brandschaden (10 / 1980)                                                    |
| D18            | 45121          | 12 / 1960        | 11 / 1987             | zerlegt 09 / 1993                                                                                  |
| D19            | 45025          | 12 / 1960        | 05 / 1981             | zerlegt 11 / 1981                                                                                  |
| D20            | 45013          | 02 / 1961        | 04 / 1987             | zerlegt 02 / 1994                                                                                  |
| D21            | 45026          | 03 / 1961        | 04 / 1986             | zerlegt 02 / 1989                                                                                  |
| D22            | 45132          | 03 / 1961        | 05 / 1987             | Epping Ongar Railway                                                                               |
| D23            | 45017          | 04 / 1961        | 08 / 1985             | zerlegt 11 / 1991                                                                                  |
| D24            | 45027          | 04 / 1961        | 05 / 1981             | zerlegt 09 / 1983                                                                                  |
| D25            | 45021          | 04 / 1961        | 12 / 1980             | zerlegt 04 / 1983                                                                                  |
| D26            | 45020          | 04 / 1961        | 12 / 1985             | zerlegt 08 / 1988                                                                                  |
| D27            | 45028          | 04 / 1961        | 12 / 1980             | zerlegt 04 / 1983                                                                                  |
| D28            | 45124          | 05 / 1961        | 01 / 1988             | zerlegt 02 / 1992 nach Brandschaden (12 / 1987)                                                    |
| D29            | 45002          | 05 / 1961        | 09 / 1984             | zerlegt 11 / 1988                                                                                  |
| D30            | 45029          | 05 / 1961        | 12 / 1980 (08 / 1988) | wieder eingesetzt 07 / 1987 als 97410; endgültig ausgemustert 08 / 1988; zerlegt 10 / 1991         |
| D31            | 45030          | 06 / 1961        | 11 / 1980             | zerlegt 03 / 1981                                                                                  |
| D32            | 45126          | 06 / 1961        | 04 / 1987             | zerlegt 06 / 1992                                                                                  |
| D33            | 45019          | 06 / 1961        | 09 / 1985             | zerlegt 12 / 1986                                                                                  |
| D34            | 45119          | 06 / 1961        | 05 / 1987             | zerlegt 04 / 1994                                                                                  |
| D35            | 45117          | 06 / 1961        | 05 / 1986             | zerlegt 03 / 1987                                                                                  |
| D36            | 45031          | 07 / 1961        | 05 / 1981             | zerlegt 10 / 1981                                                                                  |
| D37            | 45009          | 07 / 1961        | 09 / 1986             | zerlegt 08 / 1988                                                                                  |
| D38            | 45032          | 07 / 1961        | 12 / 1980             | zerlegt 09 / 1983                                                                                  |
| D39            | 45033          | 07 / 1961        | 02 / 1988             | zerlegt 02 / 1992                                                                                  |
| D40            | 45133          | 07 / 1961        | 05 / 1987             | Midland Railway Butterley                                                                          |
| D41            | 45147          | 07 / 1961        | 01 / 1985             | zerlegt 03 / 1985 nach Unfall in Salford (12 / 1984)                                               |
| D42            | 45034          | 08 / 1961        | 07 / 1987 (07 / 1988) | wieder eingesetzt 09 / 1987 als 97411; endgültig ausgemustert 07 / 1988; zerlegt 05 / 1992         |
| D43            | 45107          | 08 / 1961        | 07 / 1988             | zerlegt 03 / 1990                                                                                  |
| D44            | 45035          | 09 / 1961        | 05 / 1981             | zerlegt 11 / 1981                                                                                  |
| D45            | 45036          | 09 / 1961        | 05 / 1986             | zerlegt 08 / 1988                                                                                  |
| D46            | 45037          | 10 / 1961        | 07 / 1988             | zerlegt 11 / 1992                                                                                  |
| D47            | 45116          | 09 / 1961        | 12 / 1986             | zerlegt 09 / 1988                                                                                  |
| D48            | 45038          | 10 / 1961        | 06 / 1985             | zerlegt 12 / 1986                                                                                  |
| D49            | 45039          | 10 / 1961        | 12 / 1980             | zerlegt 05 / 1983                                                                                  |
| D50            | 45040          | 05 / 1962        | 07 / 1987 (08 / 1988) | wieder eingesetzt 09 / 1987 als 97412; endgültig ausgemustert 08 / 1988; zerlegt 10 / 1991         |
| D51            | 45102          | 06 / 1962        | 09 / 1986             | zerlegt 10 / 1988                                                                                  |
| D52            | 45123          | 06 / 1962        | 07 / 1987             | zerlegt 08 / 1988                                                                                  |
| D53            | 45041          | 06 / 1962        | 06 / 1988             | Midland Railway Butterley                                                                          |
| D54            | 45023          | 08 / 1962        | 09 / 1984             | zerlegt 12 / 1986                                                                                  |
| D55            | 45144          | 09 / 1962        | 12 / 1987             | zerlegt 07 / 1988                                                                                  |
| D56            | 45137          | 11 / 1962        | 06 / 1987             | zerlegt 03 / 1994                                                                                  |
| D57            | 45042          | 06 / 1963        | 04 / 1985             | zerlegt 01 / 1987                                                                                  |
| D58            | 45043          | 01 / 1962        | 09 / 1984             | zerlegt 01 / 1987                                                                                  |
| D59            | 45104          | 02 / 1962        | 04 / 1988             | zerlegt 02 / 1992                                                                                  |
| D60            | 45022          | 02 / 1962        | 07 / 1987 (07 / 1988) | wieder eingesetzt 09 / 1987 als 97409; endgültig ausgemustert 07 / 1988; zerlegt 10 / 1991         |
| D61            | 45112          | 03 / 1962        | 05 / 1987             | Main Line Operational Railway                                                                      |
| D62            | 45143          | 03 / 1962        | 05 / 1987             | zerlegt 03 / 1994                                                                                  |
| D63            | 45044          | 03 / 1962        | 06 / 1987             | zerlegt 02 / 1989                                                                                  |
| D64            | 45045          | 04 / 1962        | 05 / 1983             | zerlegt 10 / 1986 nach Unfall in Saltley (02 / 1983)                                               |
| D65            | 45111          | 04 / 1962        | 05 / 1987             | zerlegt 07 / 1992                                                                                  |
| D66            | 45146          | 04 / 1962        | 04 / 1987             | zerlegt 05 / 1992                                                                                  |
| D67            | 45118          | 05 / 1962        | 05 / 1987             | Loram Derby                                                                                        |
| D68            | 45046          | 10 / 1960        | 08 / 1988             | zerlegt 02 / 1992                                                                                  |
| D69            | 45047          | 10 / 1960        | 08 / 1980             | zerlegt 02 / 1981                                                                                  |
| D70            | 45048          | 11 / 1960        | 06 / 1985             | zerlegt 01 / 1989                                                                                  |
| D71            | 45049          | 11 / 1960        | 10 / 1987             | zerlegt 04 / 1989                                                                                  |
| D72            | 45050          | 11 / 1960        | 09 / 1984             | zerlegt 03 / 1987                                                                                  |
| D73            | 45110          | 11 / 1960        | 07 / 1988             | zerlegt 06 / 1990                                                                                  |
| D74            | 45051          | 12 / 1960        | 04 / 1987             | zerlegt 01 / 1989                                                                                  |
| D75            | 45052          | 12 / 1960        | 06 / 1988             | zerlegt 09 / 1991                                                                                  |
| D76            | 45053          | 11 / 1960        | 11 / 1983             | zerlegt 10 / 1988                                                                                  |
| D77            | 45004          | 12 / 1960        | 12 / 1985             | zerlegt 12 / 1988                                                                                  |
| D78            | 45150          | 12 / 1960        | 02 / 1988             | zerlegt 12 / 1991                                                                                  |
| D79            | 45005          | 12 / 1960        | 03 / 1986             | zerlegt 08 / 1988                                                                                  |
| D80            | 45113          | 12 / 1960        | 08 / 1988             | zerlegt 03 / 1990                                                                                  |
| D81            | 45115          | 12 / 1960        | 06 / 1988             | zerlegt 06 / 1990                                                                                  |
| D82            | 45141          | 12 / 1960        | 08 / 1988             | zerlegt 03 / 1992                                                                                  |
| D83            | 45142          | 12 / 1960        | 06 / 1987             | zerlegt 03 / 1994                                                                                  |
| D84            | 45055          | 12 / 1960        | 04 / 1985             | zerlegt 11 / 1986                                                                                  |
| D85            | 45109          | 02 / 1961        | 01 / 1986             | zerlegt 11 / 1986                                                                                  |
| D86            | 45105          | 03 / 1961        | 05 / 1987             | Barrow Hill Roundhouse                                                                             |
| D87            | 45127          | 02 / 1961        | 05 / 1987             | zerlegt 04 / 1994                                                                                  |
| D88            | 45136          | 03 / 1961        | 05 / 1987             | zerlegt 04 / 1992                                                                                  |
| D89            | 45006          | 03 / 1961        | 09 / 1986             | zerlegt 10 / 1988                                                                                  |
| D90            | 45008          | 03 / 1961        | 12 / 1980             | zerlegt 09 / 1983                                                                                  |
| D91            | 45056          | 03 / 1961        | 11 / 1985             | zerlegt 01 / 1987                                                                                  |
| D92            | 45138          | 03 / 1961        | 12 / 1986             | zerlegt 04 / 1994                                                                                  |
| D93            | 45057          | 03 / 1961        | 01 / 1985             | zerlegt 02 / 1987                                                                                  |
| D94            | 45114          | 04 / 1961        | 02 / 1987             | zerlegt 02 / 1994                                                                                  |
| D95            | 45054          | 04 / 1961        | 01 / 1985             | zerlegt 11 / 1985                                                                                  |
| D96            | 45101          | 04 / 1961        | 11 / 1986             | zerlegt 09 / 1988                                                                                  |
| D97            | 45058          | 04 / 1961        | 09 / 1987             | zerlegt 03 / 1994                                                                                  |
| D98            | 45059          | 04 / 1961        | 03 / 1986             | zerlegt 08 / 1988                                                                                  |
| D99            | 45135          | 05 / 1961        | 03 / 1987             | East Lancashire Railway                                                                            |
| D100           | 45060          | 05 / 1961        | 12 / 1985             | Barrow Hill Roundhouse                                                                             |
| D101           | 45061          | 05 / 1961        | 08 / 1981             | zerlegt 04 / 1982                                                                                  |
| D102           | 45140          | 05 / 1961        | 03 / 1988             | zerlegt 11 / 1991                                                                                  |
| D103           | 45062          | 05 / 1961        | 07 / 1987             | zerlegt 03 / 1994                                                                                  |
| D104           | 45063          | 06 / 1961        | 05 / 1986             | zerlegt 08 / 1988                                                                                  |
| D105           | 45064          | 06 / 1961        | 01 / 1985             | zerlegt 08 / 1988                                                                                  |
| D106           | 45106          | 06 / 1961        | 07 / 1988 (02 / 1989) | wieder eingesetzt 08 / 1988; endgültig ausgemustert 02 / 1989 nach Brandschaden; zerlegt 04 / 1992 |
| D107           | 45120          | 07 / 1961        | 03 / 1987             | zerlegt 05 / 1993                                                                                  |
| D108           | 45012          | 07 / 1961        | 07 / 1988             | zerlegt 11 / 1992                                                                                  |
| D109           | 45139          | 06 / 1961        | 04 / 1987             | zerlegt 03 / 1994                                                                                  |
| D110           | 45065          | 07 / 1961        | 03 / 1985             | zerlegt 08 / 1988                                                                                  |
| D111           | 45129          | 08 / 1961        | 06 / 1987             | zerlegt 12 / 1988                                                                                  |
| D112           | 45010          | 08 / 1961        | 03 / 1985             | zerlegt 01 / 1989                                                                                  |
| D113           | 45128          | 09 / 1961        | 08 / 1988 (04 / 1989) | wieder eingesetzt 02 / 1989; endgültig ausgemustert 04 / 1989; zerlegt 03 / 1992                   |
| D114           | 45066          | 09 / 1961        | 07 / 1987 (07 / 1988) | wieder eingesetzt 09 / 1987 als 97413; endgültig ausgemustert 07 / 1988; zerlegt 10 / 1991         |
| D115           | 45067          | 08 / 1961        | 07 / 1977             | zerlegt 06 / 1980 nach Unfall in Ilkeston (07 / 1977)                                              |
| D116           | 45103          | 09 / 1961        | 08 / 1988             | zerlegt 08 / 1990                                                                                  |
| D117           | 45130          | 09 / 1961        | 05 / 1987             | zerlegt 06 / 1993                                                                                  |
| D118           | 45068          | 09 / 1961        | 01 / 1986             | zerlegt 04 / 1986                                                                                  |
| D119           | 45007          | 09 / 1961        | 07 / 1988             | zerlegt 11 / 1992                                                                                  |
| D120           | 45108          | 09 / 1961        | 08 / 1987             | Midland Railway Butterley                                                                          |
| D121           | 45069          | 10 / 1961        | 07 / 1986             | zerlegt 08 / 1988                                                                                  |
| D122           | 45070          | 10 / 1961        | 01 / 1987             | zerlegt 05 / 1989                                                                                  |
| D123           | 45125          | 10 / 1961        | 05 / 1987             | Great Central Railway                                                                              |
| D124           | 45131          | 10 / 1961        | 09 / 1986             | zerlegt 08 / 1988                                                                                  |
| D125           | 45071          | 10 / 1961        | 07 / 1981             | zerlegt 07 / 1983                                                                                  |
| D126           | 45134          | 11 / 1961        | 09 / 1987             | zerlegt 05 / 1994                                                                                  |
| D127           | 45072          | 11 / 1961        | 04 / 1985             | zerlegt 12 / 1986                                                                                  |
| D128           | 45145          | 11 / 1961        | 09 / 1987 (02 / 1988) | wieder eingesetzt 10 / 1987; endgültig ausgemustert 02 / 1988; zerlegt 02 / 1992                   |
| D129           | 45073          | 11 / 1961        | 10 / 1981             | zerlegt 11 / 1982                                                                                  |
| D130           | 45148          | 12 / 1961        | 02 / 1987             | zerlegt 06 / 1992                                                                                  |
| D131           | 45074          | 12 / 1961        | 09 / 1985             | zerlegt 10 / 1988                                                                                  |
| D132           | 45075          | 12 / 1961        | 01 / 1985             | zerlegt 03 / 1987                                                                                  |
| D133           | 45003          | 12 / 1961        | 12 / 1985             | zerlegt 02 / 1987                                                                                  |
| D134           | 45076          | 12 / 1961        | 11 / 1986             | zerlegt 03 / 1994                                                                                  |
| D135           | 45149          | 12 / 1961        | 09 / 1987             | Gloucestershire Warwickshire Railway                                                               |
| D136           | 45077          | 12 / 1961        | 05 / 1986             | zerlegt 09 / 1988                                                                                  |
| D137           | 45014          | 12 / 1961        | 03 / 1986             | zerlegt 09 / 1986 nach Unfall in Chinley (03 / 1986)                                               |
| Quelle:        |                |                  |                       | |